# 土曜もアサデス。
『土曜もアサデス。』（どようもアサデス）は、九州朝日放送（KBCテレビ）で2015年10月3日から2018年3月24日まで放送されていたローカルワイド番組。「ドヨアサ」と略称されることもある。

## 概要
『アサデス。KBC』の姉妹番組として位置づけられ、『週末まるごと!よくばりミルキィ』に代わってスタートした。
平日の『アサデス。』が重点に置いてきた「伝える」とは正反対に、土曜日の場合は「一緒に考える」をテーマに「福岡県民の疑問」を起点にして、取材して伝えるというもので、会員数が8万人にも及ぶKBCが運営する会員制サイト「Club Latte KBC」の情報を活かして、視聴者参加の形もとる。番組ロゴは平日のアサデス。に準じるが、平日のアサデス。がピンク色なのに対し、本番組では緑色になっている。
『よくばりミルキィ』までは九州朝日放送本社1階エントランスロビーで放送されていたが、時間拡大もありテレビスタジオからの放送に変わった。
2018年3月24日をもって3年間の歴史に幕。また、『土曜エクスプレス』から続いた自社制作（ブロックネット時代を含む）から撤退し、同年4月7日からは『教えて!ニュースライブ 正義のミカタ』（朝日放送テレビ制作、9:30 - 11:00）の番販同時ネットを開始する。

## 主なコーナー
NEWS福岡目線
九州朝日放送の視聴者会員システムや街の声をつかって様々な出来事や福岡県民の疑問を追跡する。
アサスポ
業界別ホークス選手人気ランキング、ちょっといい話などスポーツの疑問を研究する。
福岡大研究！
「福岡」をキーワードを徹底的に調べる。
地図から見るニュース！
河合塾講師の青木が担当。
きょう結婚します
パンクブーブーの佐藤が担当。
隣のお仕事
2015年11月より中止。
ナンノツモリダー！
九大法学部教授の南野が担当。
週末気になる５
LinQの高木が担当。

## 放送時間
- 毎週土曜 9:30 - 11:25
  - 番組表では9:30開始の扱いとなっているが、実際には『よくばりミルキィ』などと同様、実質的には1分前倒しの9:29開始である。
  - 2017年10月から、系列キー局テレビ朝日では『題名のない音楽会』（テレビ朝日制作）を本番組放送時間帯の一部である土曜10:00 - 10:30に枠移動するが[2]、九州朝日放送では遅れネットでの放送（月曜0:40 - 1:10〈日曜深夜〉）となるため[3]、本番組に影響はない。

## 出演者
MC
- 田上和延（九州朝日放送アナウンサー）
- 徳永玲子（司会者）
- 黒瀬純（パンクブーブー）

レギュラーコメンテーター
- 南野森（九州大学法学部教授）
- 青木裕司（河合塾講師）

ゲストコメンテーター
- 林尚行（朝日新聞東京本社政治部デスク）　2017年9月まで（その後は電話出演）
- 名越康文（精神科医）

アサスポ
- 西田たかのり（タレント）
- 藤原満（九州朝日放送プロ野球解説者）
- 増田優香子（九州朝日放送アナウンサー）

その他レギュラー出演者
- トコ（コラムニスト）
- 髙木悠未（LinQ）
- 佐藤哲夫（パンクブーブー）
- 秋本ゆかり（タレント）　2017年8月まで
- 岩部見梨（フリーアナウンサー）
- 平田たかこ（タレント）
- 佐藤栄作（気象予報士）

主なゲスト出演者
- 武田翔太（2015年10月31日）
- 西内まりや（2015年11月7日）
- 小松美羽（2015年11月21日、2016年4月9日）
- 瀬古利彦（2015年12月5日）
- 中村北斗（2015年12月12日）
- 石橋凌（2016年1月23日、2017年7月29日）
- 秋山竜次（ロバート）（2016年3月12日、2016年7月2日、2017年3月25日）
- 本田翼（2016年5月21日）
- 大政絢（2016年5月21日）
- 森達也（2016年7月9日）
- 太田祐輔（九州朝日放送アナウンサー）（2016年8月27日、2017年3月11日）
- Fried Pride（ジャズ・デュオ・ユニット）（2016年9月10日）
- 施光恒（九州大学大学院比較社会文化研究院准教授）（2016年9月10日）
- たなやん先生（福岡市科学館）（2016年10月8日）
- 遠藤章造（ココリコ）（2016年9月17日、2016年12月17日、2017年6月24日）
- 三谷泰浩（九州大学大学院工学研究院教授）（2016年11月12日）
- 田代秀敏（エコノミスト）（2017年1月28日）
- 中村橋之助（4代目）（2017年3月25日）
- 松本潤（福岡こども短期大学教授）（2017年4月22日）
- 奥園淑子（アスパラガス生産農家、モデル）（2017年5月27日）
- 池田真希（浜の町病院皮膚科医師）（2017年6月10日）
- ベッキー（2017年7月1日）
- 久保田哲也（九州大学農学研究院教授）（2017年7月8日、2017年7月15日）
- 米田祐太（気象予報士）（2017年8月12日）
- 佐藤美希（2017年8月19日）
- 川端清隆（福岡女学院大学教授、元国際連合政治局政務官、2017年9月16日）
- たかまつなな（2017年10月7日）
- 大地洋輔（ダイノジ、2017年10月14日）
- 鬼木誠（衆議院議員、2017年11月4日）
- 稲富修二（衆議院議員、2017年11月4日）
- 野田達也（フランス料理シェフ、2017年11月11日）
- 吉野嘉高（元フジテレビプロデューサー、筑紫女学園大学教授、2017年11月11日）
- 杉山邦博（相撲ジャーナリスト、2017年11月18日、2017年11月25日）